# Hainhausen
Hainhausen  ist heute der kleinste Stadtteil von Rodgau im südhessischen Landkreis Offenbach.

## Geographische Lage
Hainhausen liegt an der Rodau in der Rhein-Main-Ebene auf 122 m über NHN, rund sieben Kilometer westlich von Seligenstadt. Rodgau-Hainhausen wird unterteilt in Hainhausen Ost und Hainhausen West.

## Geschichte

### Mittelalter

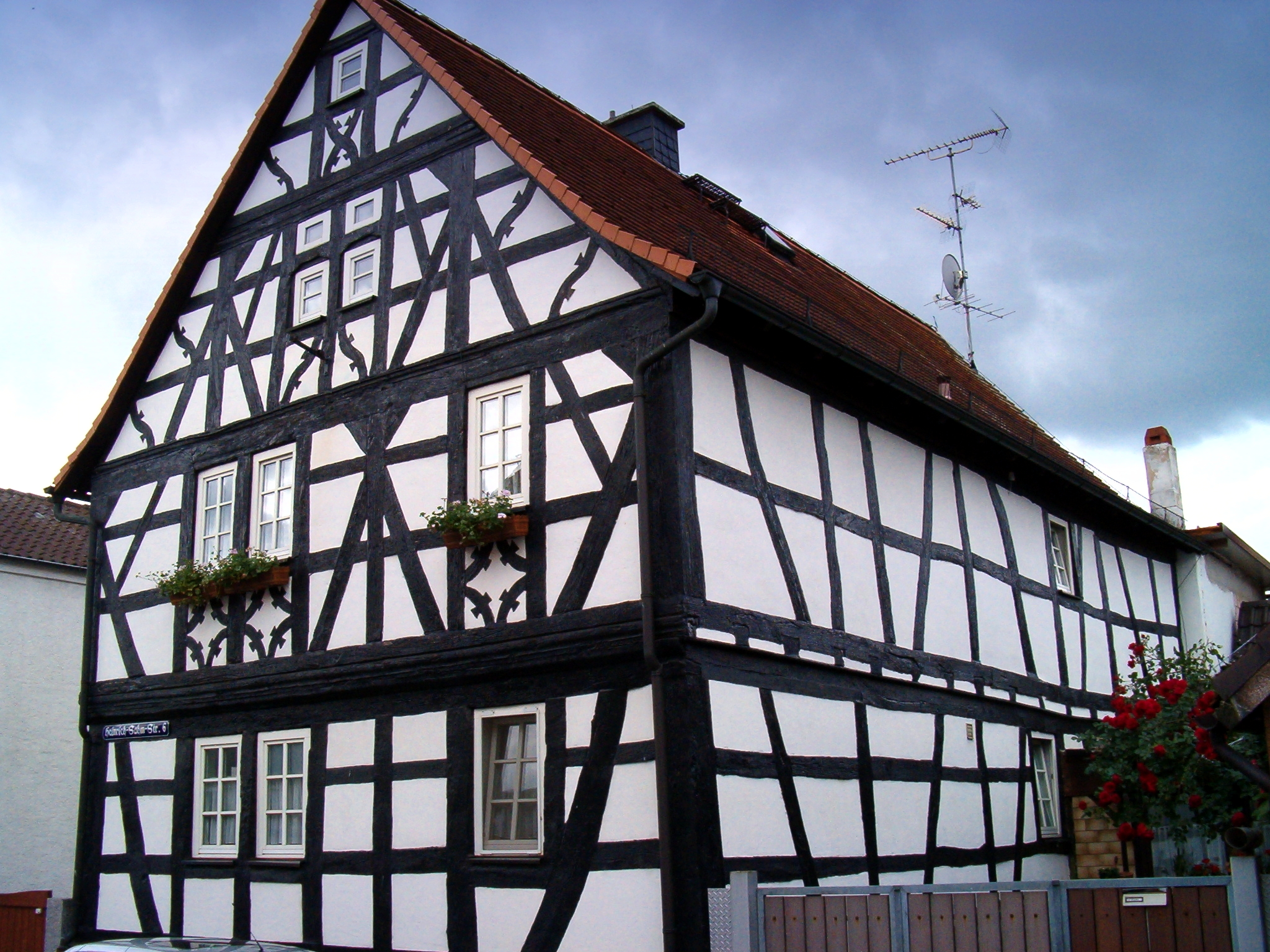
Fachwerkhaus in der Heinrich-Sahm-Straße

1108 wird ein Haginhusen als Standort einer Wasserburg der Herren von Hagenhausen erstmals urkundlich erwähnt. Die Zuordnung dieser Nennung zu Hainhausen ist allerdings fraglich. Die nächste Erwähnung erfolgte 1122. Die Reste der Wasserburg Hainhausen  sind als Bodendenkmal in einer Wiese nahe der Rodau an der heutigen Burgstraße erhalten. Das Geschlecht der Hagenhausener siedelte in den Taunus um und nannte sich seit dem nach ihrer dortigen Burg von Eppstein.
Hainhausen war unter eppsteinischer Herrschaft Teil des Amtes Steinheim. 1371 verpfändete Eberhard von Eppstein Hainhausen je zur Hälfte den Grafen von Katzenelnbogen und den Herren von Hanau. 1393 gelangte das Pfand insgesamt an die Herren von Cronberg. Kirchlich gehörte das Dorf als Filiale zu Weiskirchen.

### Frühe Neuzeit
1425 verkaufte Gottfried von Eppstein das Dorf an das Kurfürstentum Mainz.
Seinen Tiefpunkt erlebte der Ort – ebenso wie seine Nachbargemeinden – im Dreißigjährigen Krieg, als auch die Pest unter der Bevölkerung wütete. Die letzten Überlebenden flehten den Pest-Patron St. Rochus um Hilfe an. Das Ende der tödlichen Epidemie wird noch heute alljährlich (am 16. August) mit einer Prozession gefeiert, deren Ziel ursprünglich die bereits 1692 geweihte Rochus-Kapelle war. Seit Ende des 19. Jahrhunderts dient die an anderer Stelle im Ortskern neu errichtete Rochus-Kirche als deren Endpunkt.
In den Jahren 1631–1634, während des Dreißigjährigen Kriegs, beschlagnahmte König Gustav II. Adolf das Amt als Kriegsbeute und stattete die nachgeborenen Hanauer Grafen Heinrich Ludwig von Hanau-Münzenberg und Jakob Johann von Hanau-Münzenberg, die mit ihm verbündet waren, damit aus. Da beide Grafen schon bald starben und der Westfälische Friede auf das Normaljahr 1624 abstellte, kam Hainhausen wieder an Kurmainz, wo es bis 1803 verblieb, als es im Zuge der Säkularisation an das Großherzogtum Hessen fiel.

### Neuzeit
Bis 1821 nahm das Amt Seligenstadt Verwaltung und Rechtsprechung in Hainhausen wahr. Mit der Verwaltungsreform im Großherzogtum Hessen in diesem Jahr wurden auch hier auf unterer Ebene Rechtsprechung und Verwaltung getrennt.
 Für die Verwaltung wurden Landratsbezirke geschaffen und Hainhausen gehörte dann zu folgenden Verwaltungseinheiten:
- 1821: Der Landratsbezirk Seligenstadt erhielt die Zuständigkeit für die Verwaltung unter anderem für das gleichzeitig aufgelöste Amt Seligenstadt.
- 1832: Kreis Offenbach
- 1848: Regierungsbezirk Darmstadt
- 1852: Kreis Offenbach

Die erstinstanzliche Rechtsprechung wurde von den Ämtern Landgerichten übertragen. Das Landgericht Steinheim übernahm im Bereich des Landratsbezirks Seligenstadt die zuvor durch das Amt wahrgenommenen Aufgaben der Rechtsprechung. Der Sitz des Gerichts wurde zum 1. Juli 1835 nach Seligenstadt verlegt und die Bezeichnung in „Landgericht Seligenstadt“ geändert. Mit dem Gerichtsverfassungsgesetz von 1877 wurden Organisation und Bezeichnungen der Gerichte reichsweit vereinheitlicht. Zum 1. Oktober 1879 hob das Großherzogtum Hessen deshalb die Landgerichte auf. Funktional ersetzt wurden sie durch Amtsgerichte. So ersetzte das Amtsgericht Seligenstadt das Landgericht Seligenstadt.
Am 1. Januar 1977 wurde Hainhausen im Rahmen der Gebietsreform in Hessen durch den Zusammenschluss von fünf bis dahin selbstständigen Gemeinden Teil der Großgemeinde Rodgau, seit 1979 Stadt Rodgau.

### Historische Namensformen
In erhaltenen Urkunden wurde Hainhausen unter den folgenden Namen erwähnt (in Klammern das Jahr der Erwähnung):
- Haginhusen (1108) (?)
- Hainhausen (um 1122)
- Hagenhuse (1131)
- Hagenhusun (1145)
- Hagenhusen
- Hahenhusen (1189–1220)
- Hanhusen (1278)
- Henhusin (1371)
- Hyenhusen (1451)
- Heynhusen (1465)
- Haynhusen (1473)

### Mühle
In der Frühen Neuzeit stand am östlichen Ortsrand eine Wassermühle an der Rodau. Eine Mühle in Hohenhusen, die in einem Lehensverzeichnis der Eppsteiner von 1189 genannt ist, lässt sich nicht zweifelsfrei dem Ort Hainhausen zuordnen. Sicher nachgewiesen ist die Hainhäuser Mühle erst 1551. Damals wurden Haus und Mühle in der Türkensteuerliste mit 180 Gulden bewertet. Laut Salbuch des Amtes Steinheim aus dem Jahr 1567 musste der Müller aus Hainhausen eine Bede von drei Malter Korn abführen.
Anfang des 19. Jahrhunderts wurde die Hainhäuser Mühle in einem amtlichen Verzeichnis als Junkersmühle bezeichnet. Eine Beschwerde des Müllers hatte 1838 zur Folge. dass der Kreisrat dem Bürgermeister der Nachbargemeinde Weiskirchen vorschrieb, die Rodau einmal jährlich reinigen zu lassen. Die Mühle stellte zwischen 1866 und 1868 ihren Betrieb ein. Der letzte Müller, Joseph Zang, verkaufte sein Wassergefälle an die flussaufwärts gelegene Wintermühle in Jügesheim. Deren Betreiber ließ die Bachsohle tieferlegen, sodass er eine höhere Fall- und Fließenergie nutzen konnte.
Mühlen- und Nebengebäude wurden 1998 abgerissen. Einige Bruchsteine sind in einer Einfriedungsmauer des Grundstücks an der Burgstraße erhalten.

### Einwohnerentwicklung
Belegte Einwohnerzahlen sind:
| • 1556: | 18 Familien                                                          |
| • 1681: | 18 Haushalte, 101 Einwohner                                          |
| • 1961: | 291 evangelische (= 18,56 %), 1228 katholische (= 78,32 %) Einwohner |

| Hainhausen: Einwohnerzahlen von 1829 bis 2015 | Hainhausen: Einwohnerzahlen von 1829 bis 2015 | Hainhausen: Einwohnerzahlen von 1829 bis 2015 | Hainhausen: Einwohnerzahlen von 1829 bis 2015 | Hainhausen: Einwohnerzahlen von 1829 bis 2015 |
| --- | --------------------------------------------- | --------------------------------------------- | --------------------------------------------- | --------------------------------------------- |
| Jahr |                                               |                                               |                                               | Einwohner                                     |
| 1829 | 1829                                          |                                               | 308                                           | 308                                           |
| 1834 | 1834                                          |                                               | 341                                           | 341                                           |
| 1840 | 1840                                          |                                               | 360                                           | 360                                           |
| 1846 | 1846                                          |                                               | 376                                           | 376                                           |
| 1852 | 1852                                          |                                               | 405                                           | 405                                           |
| 1858 | 1858                                          |                                               | 389                                           | 389                                           |
| 1864 | 1864                                          |                                               | 328                                           | 328                                           |
| 1871 | 1871                                          |                                               | 344                                           | 344                                           |
| 1875 | 1875                                          |                                               | 370                                           | 370                                           |
| 1885 | 1885                                          |                                               | 370                                           | 370                                           |
| 1895 | 1895                                          |                                               | 499                                           | 499                                           |
| 1905 | 1905                                          |                                               | 608                                           | 608                                           |
| 1910 | 1910                                          |                                               | 671                                           | 671                                           |
| 1925 | 1925                                          |                                               | 676                                           | 676                                           |
| 1939 | 1939                                          |                                               | 835                                           | 835                                           |
| 1946 | 1946                                          |                                               | 1.071                                         | 1.071                                         |
| 1950 | 1950                                          |                                               | 1.078                                         | 1.078                                         |
| 1956 | 1956                                          |                                               | 1.150                                         | 1.150                                         |
| 1961 | 1961                                          |                                               | 1.568                                         | 1.568                                         |
| 1967 | 1967                                          |                                               | 1.989                                         | 1.989                                         |
| 1970 | 1970                                          |                                               | 2.051                                         | 2.051                                         |
| 2015 | 2015                                          |                                               | 3.781                                         | 3.781                                         |
| Datenquelle: Historisches Gemeindeverzeichnis für Hessen: Die Bevölkerung der Gemeinden 1834 bis 1967. Wiesbaden: Hessisches Statistisches Landesamt, 1968. Weitere Quellen: |                                               |                                               |                                               |                                               |

## Wappen und Flagge
Wappen

Blasonierung: „In silbernem Schild eine rote Turmburg, belegt mit dem Eppstein’schen Schildchen (drei rote Sparren in Silber).“
Das Wappen wurde der Gemeinde Hainhausen am 31. August 1954 durch den Hessischen Innenminister genehmigt. Gestaltet wurde es durch den Heraldiker Georg Massoth.
Es stellt in heraldischer Stilisierung die ehemalige Wasserburg des Ortes da, des Stammsitzes der Herren von Eppstein. Deren Sparrenwappen wurde deshalb ebenfalls in das Wappen von Hainhausen aufgenommen. Die Farben Silber und Rot verweisen auf das Radwappen des Erzstifts Mainz, das 1425 durch Kauf in den Besitz des Ortes kam.
Flagge
Am 28. März 1957 wurde der Gemeinde durch den Hessischen Innenminister eine Flagge genehmigt, die wie folgt beschrieben wird:
„Auf 8mal von Rot und Weiß längs geteiltem Flaggentuch das Gemeindewappen.“

## Sehenswürdigkeiten
Die Kirche St. Rochus wurde in den Jahren 1891–1893 erbaut. Sie beherbergt als kunsthistorisches Kleinod ein Vesperbild aus der Mitte des 14. Jahrhunderts, das Maria und den vom Kreuz abgenommenen Jesus als Skulptur darstellt.

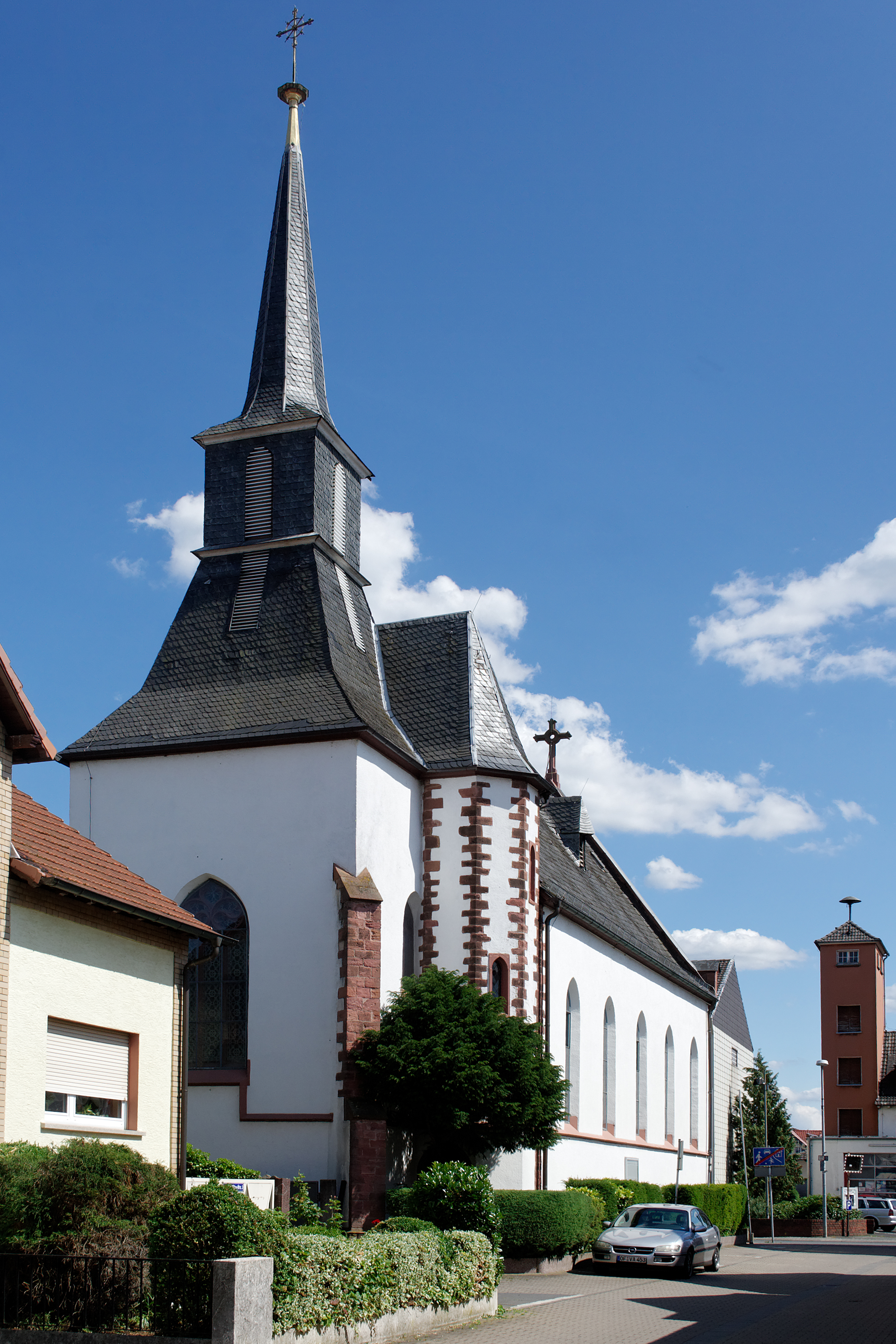
St. Rochus-Kirche
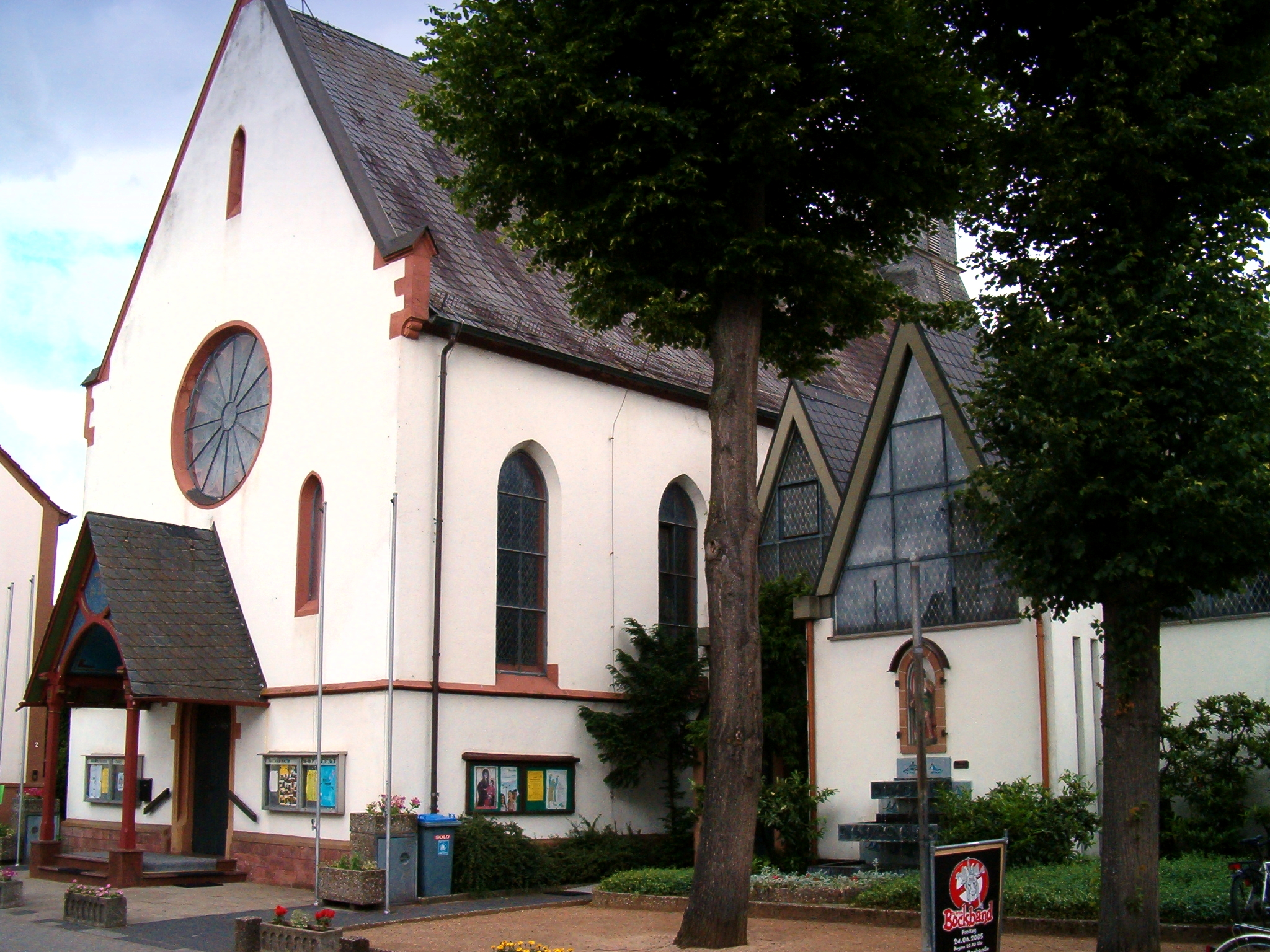
St. Rochus-Kirche

## Verkehr
1896 erhielt Hainhausen mit der Rodgaubahn Anschluss an die Eisenbahn und einen Bahnhof. Seit Ende 2003 ist Hainhausen mit der S-Bahn-Linie S1 (Wiesbaden Hauptbahnhof–Ober-Roden) an das Netz der S-Bahn Rhein-Main angeschlossen.
| Linie | Verlauf | Takt                                       |
| ----- | --- | ------------------------------------------ |
| S1    | Wiesbaden Hbf – Wiesbaden Ost – Mainz-Kastel – Hochheim (Main) – Flörsheim (Main) – Eddersheim – Hattersheim (Main) – Frankfurt-Sindlingen – Frankfurt-Höchst Farbwerke – Frankfurt-Höchst – Frankfurt-Nied – Frankfurt-Griesheim – Frankfurt (Main) Hbf tief – Frankfurt (Main) Taunusanlage – Frankfurt (Main) Hauptwache – Frankfurt (Main) Konstablerwache – Frankfurt (Main) Ostendstraße – Frankfurt (Main) Mühlberg – Offenbach-Kaiserlei – Offenbach Ledermuseum – Offenbach Marktplatz – Offenbach (Main) Ost – Offenbach-Bieber – Offenbach-Waldhof – Obertshausen – Rodgau-Weiskirchen – Rodgau-Hainhausen – Rodgau-Jügesheim – Rodgau-Dudenhofen – Rodgau-Nieder-Roden – Rodgau-Rollwald – Rödermark-Ober Roden | 30 min 15 min (Hochheim–Rödermark zur HVZ) |